# Кузьменко, Андрей Владимирович
Андрей Владимирович Кузьменко (род. 10 ноября 1972, Баку, АзССР, СССР) — российский военачальник, генерал-полковник (2023). Командующий войсками Восточного военного округа с 20 апреля 2023 года.

## Биография
В рядах Вооружённых сил СССР с августа 1990 года — поступил в Бакинское высшее общевойсковое командное училище имени Верховного совета Азербайджанской ССР. В 1992 году, в связи с расформированием училища, переведён в Омское ВОКУ. В 1994 году окончил Омское высшее общевойсковое командное училище имени М. В. Фрунзе. В 2003 году окончил Общевойсковую академию Вооружённых Сил РФ.
Прошёл все ступени командирской карьеры: командир разведывательного взвода (1994—1995), командир разведывательной роты (1995—1997), заместитель командира отдельного пулемётно-артиллерийского батальона (1997—1999) 383-го пулемётно-артиллерийского полка, командир батальона охраны и обеспечения 4006-й базы хранения вооружения и военной техники в Забайкальском военном округе, командир батальона (1999—2001), начальник штаба (2003—2005) и командир (2005—2007) 272-го гвардейского мотострелкового Смоленского полка, начальник штаба 5-й гвардейской танковой Донской Будапештской дивизии имени Щаденко (2007—2009) в Сибирском военном округе, командир 17-й отдельной гвардейской мотострелковой бригады (2008—2011) в Северо-Кавказском военном округе.
После окончания в 2012 году Военной академии Генерального штаба Вооружённых Сил РФ проходил службу на должностях заместителя командующего (2012—2014) и начальника штаба — первого заместителя командующего (2014—2015) 6-й общевойсковой армией Западного военного округа.
С 31 декабря 2015 по февраль 2019 года — командующий 6-й общевойсковой армией.
С февраля 2019 по апрель 2023 года — начальник кафедры Военной академии Генерального штаба Вооружённых сил Российской Федерации.
С 20 апреля 2023 года — командующий войсками Восточного военного округа.
Известно, что в апреле 2023 года принимал участие во вторжении России на Украину в должности командующего группировкой войск (сил) «Восток».
Присвоение воинских званий: старший лейтенант (1995 досрочно), капитан (1998), майор (2000 досрочно), подполковник (2003), полковник (2006 досрочно), генерал-майор (2014), генерал-лейтенант (2017), генерал-полковник (2023).

## Награды
- Орден «За заслуги перед Отечеством» IV степени с мечами
- Орден Мужества[1]
- Орден «За военные заслуги»
- Медали «За воинскую доблесть» I и II степеней
- Медаль «Участнику военной операции в Сирии»
- Медали «За отличие в военной службе» I, II и III степеней
- Другие медали